# Мілаїм Рама
Мілаїм Рама (нім. Milaim Rama, нар. 29 лютого 1976, Вітіна) — швейцарський футболіст косоварського походження, що грав на позиції нападника за клубні команди «Тун», «Аугсбург» та «Шаффгаузен», а також національну збірну Швейцарії.

## Клубна кар'єра
У дорослому футболі дебютував 1997 року виступами за команду клубу «Тун», в якій провів сім сезонів, взявши участь у 221 матчі чемпіонату.  Більшість часу, проведеного у складі «Туна», був основним гравцем атакувальної ланки команди. У складі «Туна» був одним з головних бомбардирів команди, маючи середню результативність на рівні 0,35 голу за гру першості.
Згодом з 2004 по 2006 рік грав у складі команд «Аугсбурга» та «Шаффгаузена».
2006 року повернувся до «Туна», за який відіграв ще 6 сезонів, після чого 2012 року завершив професійну кар'єру гравця.

## Виступи за збірну
2003 року дебютував в офіційних матчах у складі національної збірної Швейцарії. Протягом кар'єри у національній команді, яка тривала 2 роки, провів у її формі 7 матчів.
У складі збірної був учасником чемпіонату Європи 2004 року у Португалії, де виходив на поле у грі групового етапу проти Франції, яка й стала для нього останньою у формі національної команди.